# ألكسيس غوميز
ألكسيس غوميز (بالإسبانية: Alexis Gómez)‏ هو لاعب كرة قدم أرجنتيني، ولد في 28 فبراير 2000 في الأرجنتين. لعب مع Estudiantes de Buenos Aires ‏.

## وصلات خارجية
- ألكسيس غوميز على موقع قاعدة بيانات كرة القدم.إي يو (الإنجليزية)
- ألكسيس غوميز على موقع Soccerway.com (الإنجليزية)